# چینیئک، پومرانیان وئیودشیپ
چینیئک، پومرانیان وئیودشیپ (به لاتین: Trzyniec, Pomeranian Voivodeship) یک روستای لهستان در لهستان است که در Gmina Koczała واقع شده‌است.

## خصوصیات
چینیئک ۳۳ نفر جمعیت دارد.